# Emmanuel Félémou
Emmanuel Félémou (Kolouma, 24 dicembre 1960 – Conakry, 1º marzo 2021) è stato un vescovo cattolico guineano.

## Biografia
Emmanuel Félémou nacque a Kolouma, un villaggio facente parte della parrocchia di Gouécké, il 24 dicembre 1960.

### Formazione e ministero sacerdotale
Dopo aver frequentato la scuola a Gouécké, studiò nel seminario minore di Kindia e poi nel seminario minore "Sant'Eugène de Samoé" di Nzérékoré dal 1974 al 1980. In seguito studiò medicina veterinaria a Beyla per due anni. Nel 1982 completò un corso di preparazione teologica presso il seminario "San Giuseppe" di Bouaké, in Costa d'Avorio e poi studiò filosofia e teologia cattolica presso il seminario "Sacro Cuore di Maria" ad Ayama dal 1983 al 1989.
Il 19 novembre 1989 fu ordinato presbitero per la diocesi di N'Zérékoré. In seguito fu vice-rettore e professore nel seminario "Sant'Eugène de Samoé" a Nzérékoré dal 1989 al 1992; vicario parrocchiale e poi parroco della parrocchia di Nostra Signora della Natività di Gouécké e professore nel noviziato delle Suore Serve di Maria Vergine e Madre dal 1992 al 1994 e parroco della parrocchia di San Giuseppe a Yomou dal 1995 al 1997. Nel 1997 venne inviato in Costa d'Avorio per studi. Nel 2000 conseguì la laurea magistrale in teologia biblica presso l'Università Cattolica dell'Africa Occidentale ad Abidjan. Lo stesso anno si trasferì a Roma per completare gli studi. Nel 2004 ottenne il dottorato in teologia presso la Pontificia facoltà teologica Teresianum. Seguì anche dei corsi di liturgia presso il Pontificio ateneo Sant'Anselmo. Tornato in patria fu direttore del seminario "Sant'Eugène de Samoé" a N'Zérékoré e vicario episcopale per la formazione del clero diocesano dal 2004.

### Ministero episcopale
Il 5 gennaio 2007 papa Benedetto XVI lo nominò vescovo di Kankan. Ricevette l'ordinazione episcopale il 22 febbraio successivo nella cattedrale di Nostra Signora delle Vittorie e della Pace a Kankan dall'arcivescovo Robert Sarah, segretario della Congregazione per l'evangelizzazione dei popoli, co-consacranti l'arcivescovo metropolita di Conakry Vincent Coulibaly e il vescovo di N'Zérékoré Philippe Kourouma. Durante la stessa celebrazione prese possesso della diocesi.
Nel marzo del 2014 compì la visita ad limina.
Dal gennaio 2013 all'11 maggio 2018 fu presidente della Conferenza episcopale della Guinea.

### Morte
Il 20 febbraio 2021 fu colpito da un malore durante una visita pastorale nella regione della foresta. Gli fu diagnosticato il COVID-19. Venne quindi ricoverato in un ospedale di Kankan e qualche giorno dopo trasferito nel reparto di rianimazione dell'ospedale regionale di Conakry per il peggioramento delle sue condizioni. Morì il 1º marzo 2021 all'età di 60 anni. L'8 marzo la salma fu riportata a Kankan. Le esequie si tennero il 9 marzo nella cattedrale di Nostra Signora delle Vittorie e della Pace a Kankan e furono presiedute da monsignor Vincent Coulibaly, arcivescovo metropolita di Conakry. Al termine del rito fu sepolto nello stesso edificio.

## Genealogia episcopale e successione apostolica
La genealogia episcopale è:
- Cardinale Scipione Rebiba
- Cardinale Giulio Antonio Santori
- Cardinale Girolamo Bernerio, O.P.
- Arcivescovo Galeazzo Sanvitale
- Cardinale Ludovico Ludovisi
- Cardinale Luigi Caetani
- Cardinale Ulderico Carpegna
- Cardinale Paluzzo Paluzzi Altieri degli Albertoni
- Papa Benedetto XIII
- Papa Benedetto XIV
- Papa Clemente XIII
- Cardinale Marcantonio Colonna
- Cardinale Giacinto Sigismondo Gerdil, B.
- Cardinale Giulio Maria della Somaglia
- Cardinale Carlo Odescalchi, S.J.
- Cardinale Costantino Patrizi Naro
- Cardinale Lucido Maria Parocchi
- Papa Pio X
- Cardinale Gaetano De Lai
- Cardinale Raffaele Carlo Rossi, O.C.D.
- Cardinale Amleto Giovanni Cicognani
- Cardinale Giovanni Benelli
- Cardinale Robert Sarah
- Vescovo Emmanuel Félémou

La successione apostolica è:
- Vescovo Alexis Aly Tagbino (2017)